# Forum Truentinorum
Forum Truentinorum o Forum Druentinorum fou una ciutat de la Gàl·lia Cispadana esmentada per Plini el Vell com un dels municipis de la regió, el que ve confirmat per algunes inscripcions (Municipium Forodruent). És segur que no es trobava a la Via Emília. Se la suposa propera a la moderna Bertinoro o bé aquesta mateixa, però això és mera especulació.